# Camponotus oasium
Camponotus oasium é uma espécie de inseto do gênero Camponotus, pertencente à família Formicidae.